# Vila Machů
Vila Machů (dříve Bönischova vila) je objekt v Kopřivnici, městě v Moravskoslezském kraji na severovýchodě České republiky. Stavba je řazena mezi nejhezčí objekty ve městě.

## Historie
Objekt si pro sebe nechal v letech 1888 a 1889 vybudovat lékař Ignác Bönisch, který stavbou pověřil stavitele Heinricha Czeikeho st. Stavba se stala prvním objektem v Kopřivnici, který vykazoval městské rysy.

## Popis objektu
Stavitel Heinrich Czeike postavil patrovou vilu s podkrovím a podsklepením. Budova v sobě spojuje prvky secesního ornamentu, anglické venkovské architektury a lidové slovanské tradice.

## Vlastnictví objektu
V roce 1945 přešel objekt do národní správy a o rok později byl zkonfiskován. Následně ji obývalo několik nájemníků a využívala ji i od 50. let 20. století místní pobočka hudební školy z Příboru. Posléze se v roce 1997 objektu otevřelo loutkové divadlo, které objekt do jisté míry zachránilo, protože nastěhování divadelníků předcházely stavební úpravy vnitřních prostor a dodatečně byla opravena i venkovní fasáda. Roku 1992 přešel objekt bezplatně od automobilky  do majetku města, které na něm o sedm let později nechalo opravit střechu. Na další opravy se město snažilo získat dotace, leč neuspělo. Postupně tak stavba chátrala a obývali ji bezdomovci. Nakonec se zastupitelé města na jednání v roce 2013 rozhodli vilu prodat. Obchodní transakce se uskutečnila v roce 2015 a nový majitel budovu zrekonstruoval a přestavěl ji na kavárnu s ubytovacími prostory.

## Plány na rekonstrukci
Po převodu vily do majetku města (ověřit) byla zpracována studie, která počítala s půdní vestavbou pro ateliéry umělecké školy. Proběhly pouze opravy střechy.
V roce 2008 nechalo město Kopřivnice zpracovat projekt na rekonstrukci Bönischovy vily. Investice měla čítat na 50 mil. korun a většinu by tvořila dotace. Městu se ale nepodařilo dotaci získat, a tak došlo k úpravě projektu s cílem snížit náklady. To se podařilo a upravený projekt počítal s rekonstrukcí objektu za 42 mil. korun. Město opět požádalo o dotaci, tentokrát o 38 mil. korun, avšak ani tato nebyla získána. Proto se zastupitelé města Kopřivnice 7. března 2012 rozhodlo, že objekt prodá.